# Feketefarkú asztrild
A feketefarkú asztrild (Estrilda perreini) a madarak osztályának verébalakúak (Passeriformes) rendjébe, ezen belül a díszpintyfélék (Estrildidae) családjába tartozó faj.

## Rendszerezése
A fajt Louis Pierre Vieillot francia ornitológus írta le 1817-ben, a Fringilla nembe Fringilla Perreini néven. Sorolták a Glaucestrilda nembe Glaucestrilda perreini néven is.

## Alfajai
- Estrilda perreini perreini – (Vieillot, 1817)
- Estrilda perreini incana – (Sundewall, 1850)

## Előfordulása
Afrika déli részén, Angola, a Dél-afrikai Köztársaság, a Kongói Köztársaság, a Kongói Demokratikus Köztársaság, Gabon, Malawi, Mozambik, Szváziföld, Tanzánia, Zambia és Zimbabwe területén honos.
Természetes élőhelyei a szubtrópusi vagy trópusi síkvidéki esőerdők és cserjések. Állandó, nem vonuló faj.

## Megjelenése
Testhossza 11–12 centiméter, a nemek azonos színűek. A vörösfarkú asztrildhozhoz hasonló, de annál sötétebb szürke, a farktollak feketék, a farcsík és a felső farokfedők vörösek. Az alsó farokfedők szürkésfeketék. A lába fekete, a szeme vörös vagy barnásvörös, a csőre kékesszürke, fekete éllel.

## Természetvédelmi helyzete
Az elterjedési területe nagyon nagy, egyedszáma ugyan csökken, de még nem éri el a kritikus szintet. A Természetvédelmi Világszövetség Vörös listáján nem fenyegetett fajként szerepel.